# La maglia magica
La maglia magica è una serie televisiva statunitense del 1999 prodotta da Disney Channel e basata sul libro di Gordon Korman dal titolo Monday Night Football Club.

## Trama
La serie racconta le avventure di Nick Lighter, Morgan Hudson, Coleman Galloway, e Elliot Riffkin, quattro adolescenti che scoprono una maglia dai poteri magici: chi indossa la maglia infatti entra nel corpo di atleti famosi.

## Cast
- Michael Galeota: Nick Lighter
- Courtnee Draper: Morgan Hudson
- Jermaine Williams: Coleman Galloway
- Brianne Prather: Hilary Lighter
- Cheselka Leigh: Willa Conklin
- Theo Greenly: Elliot Rifkin
- McNally Sagal: Mrs. Lighter

## Produzione
La produzione della serie terminò nel febbraio 2002, ma negli Stati Uniti vennero trasmessi nuovi episodi fino al 2003. Le ultime puntate vennero trasmesse durante la domenica mattina ad orari molto scomodi, ma vennero comunque mandati in onda tutti i 65 episodi prodotti. La serie è stata rimossa dai palinsesti nel 2004.

## Guest star
Diverse sono gli ospiti speciali che sono apparsi nelle tre stagioni della serie, tra cui: Scott Steiner, Dan Lyle, Michael Andretti, Terrell Davis, David Robinson, Malik Rose, Tony Gonzalez, Shannon Sharpe, Donovan McNabb, Byron Dafoe, Michael Strahan, Kurt Warner, Stephon Marbury, Sergei Fedorov, Kordell Stewart, Jerome Bettis, Junior Seau, Eddie George, Adrian Peterson, Sabrina Bryan, Randy Johnson e Laila Ali.